# Выгоничский район
Вы́гоничский райо́н — административно-территориальная единица (район) и муниципальное образование (муниципальный район) в Брянской области России.
Административный центр — посёлок городского типа Выгоничи.

## География
Расположен в центральной части области. Площадь района — 1028 км². Основные реки — Десна, Ловча, Рожок, Крупец.

## История
Выгоничский район был сформирован в 1929 году на основе Выгоничской волости Бежицкого уезда, однако уже в 1932 году Выгоничский район был упразднён, а его территория разделена между Брянским, Почепским и Трубчевским районами. В 1939 году Выгоничский район был восстановлен.
5 июля 1944 года Указом Президиума Верховного Совета СССР была образована Брянская область, в состав которой, наряду с другими, был включен и Выгоничский район. 10 января 1963 года район был вновь упразднён, а восстановлен Указом Президиума Верховного Совета РСФСР от 23 марта 1977 года.

## Население
| 2002    | 2009    | 2010    | 2011    | 2012    | 2013    | 2014    | 2015    | 2016    |
| ------- | ------- | ------- | ------- | ------- | ------- | ------- | ------- | ------- |
| 22 770  | ↘22 578 | ↘20 105 | ↗20 118 | ↘19 771 | ↗19 817 | ↗19 923 | ↗19 960 | ↗20 030 |
| 2017    | 2018    | 2019    | 2020    | 2021    |         |         |         |         |
| ↗20 107 | ↘20 044 | ↘19 850 | ↘19 727 | ↘17 117 |         |         |         |         |

### Урбанизация
В городских условиях (пгт Выгоничи) проживают  27,21 % населения района.

### Национальный состав
По итогам переписи населения 2020 года проживали следующие национальности (национальности менее 0,1 % и другое, см. в сноске к строке «Другие»):
| Национальность | Численность, чел. | Доля     |
| -------------- | ----------------- | -------- |
| Русские        | 15 240            | 89,03 %  |
| Украинцы       | 110               | 0,64 %   |
| Таджики        | 91                | 0,53 %   |
| Узбеки         | 51                | 0,30 %   |
| Цыгане         | 46                | 0,27 %   |
| Белорусы       | 42                | 0,25 %   |
| Армяне         | 33                | 0,19 %   |
| Гагаузы        | 31                | 0,18 %   |
| Казахи         | 30                | 0,18 %   |
| Молдаване      | 25                | 0,15 %   |
| Азербайджанцы  | 24                | 0,14 %   |
| Другие         | 1394              | 8,14 %   |
| Итого          | 17 117            | 100,00 % |

## Административно-муниципальное устройство
Выгоничский район в рамках административно-территориального устройства области, включает 8 административно-территориальных единиц, в том числе 1 поселковый административный округ и 7 сельских административных округов.
Выгоничский муниципальный район в рамках муниципального устройства, включает 8 муниципальных образований нижнего уровня, в том числе 1 городское поселение и 7 сельских поселений:
| №        | Муниципальное образование         | Административный центр | Количество населённых пунктов | Население (чел.) | Площадь (км²) |
| -------- | --------------------------------- | ---------------------- | ----------------------------- | ---------------- | ------------- |
| 1        | Выгоничское городское поселение   | пгт Выгоничи           | 10                            | ↘6627            | 457,15        |
| 2        | Кокинское сельское поселение      | село Кокино            | 8                             | ↘4969            | 67,52         |
| 3        | Красносельское сельское поселение | село Красное           | 7                             | ↘1152            | 37,19         |
| 3.000001 | Лопушское сельское поселение      | село Лопушь            | 6                             | ↗1564            | 66,39         |
| 4        | Орменское сельское поселение      | деревня Орменка        | 21                            | ↘1071            | 173,56        |
| 4.000002 | Скрябинское сельское поселение    | деревня Скрябино       | 3                             | ↘1172            | 32,34         |
| 5        | Сосновское сельское поселение     | село Сосновка          | 5                             | ↘885             | 46,38         |
| 6        | Утынское сельское поселение       | посёлок Деснянский     | 7                             | ↘802             | 65,26         |
| 7        | Хмелевское сельское поселение     | деревня Хмелево        | 15                            | ↘962             | 79,95         |
| 8        | Хутор-Борское сельское поселение  | посёлок Хутор-Бор      | 1                             | ↘649             | 2,64          |

После муниципальной реформы 2005 года, сперва в муниципальном районе к 1 января 2006 года было создано 10 муниципальных образований нижнего уровня местного самоуправления, в том числе 1 городское поселение и 9 сельских поселений.
Законом Брянской области от 8 мая 2019 года были упразднены Лопушское сельское поселение (в пользу  Выгоничского городского поселения) и Скрябинское сельские поселения (в пользу Кокинского сельского поселения).

## Населённые пункты
В Выгоничском районе 83 населённых пункта.
| №  | Населённый пункт | Тип     | Население | Муниципальное образование         |
| -- | ---------------- | ------- | --------- | --------------------------------- |
| 1  | Алексеевский     | посёлок | ↗244      | Хмелевское сельское поселение     |
| 2  | Архангельский    | посёлок | ↘2        | Орменское сельское поселение      |
| 3  | Бабинка          | деревня | ↗80       | Кокинское сельское поселение      |
| 4  | Берёзовая Роща   | деревня | ↘28       | Утынское сельское поселение       |
| 5  | Богдановка       | деревня | →0        | Хмелевское сельское поселение     |
| 6  | Большой Крупец   | деревня | ↘156      | Орменское сельское поселение      |
| 7  | Бородино         | деревня | ↘7        | Выгоничское городское поселение   |
| 8  | Бурачовка        | деревня | ↘190      | Выгоничское городское поселение   |
| 9  | Выгоничи         | пгт     | ↘4658     | Выгоничское городское поселение   |
| 10 | Выгоничи         | село    | ↘79       | Кокинское сельское поселение      |
| 11 | Горицы           | деревня | ↗80       | Кокинское сельское поселение      |
| 12 | Городец          | село    | ↗565      | Выгоничское городское поселение   |
| 13 | Гукалинский      | посёлок | ↗8        | Хмелевское сельское поселение     |
| 14 | Деберка          | посёлок | ↗29       | Хмелевское сельское поселение     |
| 15 | Десна            | посёлок | →344      | Сосновское сельское поселение     |
| 16 | Деснянский       | посёлок | ↗479      | Утынское сельское поселение       |
| 17 | Дуковский        | посёлок | ↘8        | Орменское сельское поселение      |
| 18 | Евтиховский      | посёлок | ↘114      | Орменское сельское поселение      |
| 19 | Закочье          | посёлок | ↘69       | Красносельское сельское поселение |
| 20 | Залядка          | деревня | ↘15       | Выгоничское городское поселение   |
| 21 | Заречье          | посёлок | ↘80       | Выгоничское городское поселение   |
| 22 | Заречье          | посёлок | ↗18       | Хмелевское сельское поселение     |
| 23 | Ивановский       | посёлок | →9        | Хмелевское сельское поселение     |
| 24 | Казанский        | посёлок | →4        | Орменское сельское поселение      |
| 25 | Карповка         | село    | ↘110      | Орменское сельское поселение      |
| 26 | Киселёвка        | посёлок | ↘2        | Хмелевское сельское поселение     |
| 27 | Клеверный        | посёлок | ↗12       | Орменское сельское поселение      |
| 28 | Клинок           | деревня | ↘41       | Выгоничское городское поселение   |
| 29 | Кокино           | село    | ↘3008     | Кокинское сельское поселение      |
| 30 | Колодное         | деревня | ↘38       | Сосновское сельское поселение     |
| 31 | Красная Звезда   | посёлок | →3        | Орменское сельское поселение      |
| 32 | Красное          | село    | ↘528      | Красносельское сельское поселение |
| 33 | Красное Знамя    | посёлок | →3        | Орменское сельское поселение      |
| 34 | Красный Рог      | посёлок | ↘491      | Хмелевское сельское поселение     |
| 35 | Кубовая          | посёлок | →0        | Орменское сельское поселение      |
| 36 | Ленинский        | посёлок | ↘2        | Орменское сельское поселение      |
| 37 | Лопушь           | село    | ↗1183     | Выгоничское городское поселение   |
| 38 | Маковье          | деревня | ↘28       | Орменское сельское поселение      |
| 39 | Малиновка        | посёлок | →0        | Выгоничское городское поселение   |
| 40 | Малфа            | село    | ↘193      | Орменское сельское поселение      |
| 41 | Малый Крупец     | село    | ↘12       | Орменское сельское поселение      |
| 42 | Мирковы Уты      | село    | ↘27       | Утынское сельское поселение       |
| 43 | Михайловский     | посёлок | ↗5        | Выгоничское городское поселение   |
| 44 | Михайловский     | посёлок | →2        | Хмелевское сельское поселение     |
| 45 | Мусинский        | посёлок | →12       | Орменское сельское поселение      |
| 46 | Мякишево         | деревня | ↘102      | Выгоничское городское поселение   |
| 47 | Николаевка       | деревня | ↘10       | Выгоничское городское поселение   |
| 48 | Никольский       | посёлок | ↘28       | Выгоничское городское поселение   |
| 49 | Новомихайловский | посёлок | →0        | Красносельское сельское поселение |
| 50 | Новомихайловский | посёлок | ↘21       | Хмелевское сельское поселение     |
| 51 | Новониколаевский | посёлок | ↘30       | Хмелевское сельское поселение     |
| 52 | Новый Городец    | посёлок | ↘9        | Выгоничское городское поселение   |
| 53 | Ольховка         | деревня | ↘44       | Орменское сельское поселение      |
| 54 | Орменка          | деревня | ↘432      | Орменское сельское поселение      |
| 55 | Павловка         | деревня | ↘17       | Утынское сельское поселение       |
| 56 | Павловский       | посёлок | →0        | Хмелевское сельское поселение     |
| 57 | Палужье          | село    | ↗435      | Кокинское сельское поселение      |
| 58 | Паниковец        | село    | ↘25       | Кокинское сельское поселение      |
| 59 | Первомайский     | посёлок | ↘3        | Орменское сельское поселение      |
| 60 | Переторги        | деревня | ↘107      | Сосновское сельское поселение     |
| 61 | Пильшино         | деревня | ↘42       | Красносельское сельское поселение |
| 62 | Пильшино         | посёлок | ↗718      | Красносельское сельское поселение |
| 63 | Платовый Дуб     | посёлок | →6        | Красносельское сельское поселение |
| 64 | Покровка         | посёлок | ↘0        | Красносельское сельское поселение |
| 65 | Полубеевка       | деревня | ↘8        | Кокинское сельское поселение      |
| 66 | Порошино         | посёлок | ↘105      | Орменское сельское поселение      |
| 67 | Рясное           | деревня | ↗10       | Сосновское сельское поселение     |
| 68 | Саврасовка       | деревня | ↗77       | Утынское сельское поселение       |
| 69 | Садовый          | посёлок | ↗290      | Кокинское сельское поселение      |
| 70 | Семёновка        | посёлок | ↘21       | Орменское сельское поселение      |
| 71 | Скрябино         | деревня | ↗650      | Кокинское сельское поселение      |
| 72 | Скуратово        | село    | ↗523      | Кокинское сельское поселение      |
| 73 | Согласие         | посёлок | ↘10       | Хмелевское сельское поселение     |
| 74 | Сосновка         | село    | ↘470      | Сосновское сельское поселение     |
| 75 | Сосновое Болото  | село    | ↘105      | Хмелевское сельское поселение     |
| 76 | Субботово        | село    | ↘12       | Выгоничское городское поселение   |
| 77 | Удельные Уты     | село    | ↘102      | Утынское сельское поселение       |
| 78 | Упологи          | деревня | ↘28       | Выгоничское городское поселение   |
| 79 | Упорой           | село    | ↘24       | Кокинское сельское поселение      |
| 80 | Уручье           | село    | ↘272      | Утынское сельское поселение       |
| 81 | Успенский        | посёлок | ↘2        | Орменское сельское поселение      |
| 82 | Хмелево          | деревня | ↘317      | Хмелевское сельское поселение     |
| 83 | Хутор-Бор        | посёлок | ↘649      | Хутор-Борское сельское поселение  |

Упразднённые населённые пункты:
- 2002 год — поселок Александровский Малфинского сельсовета[26].
- 2011 год — поселок Новоникольский Городецкого сельсовета[27]

## Экономика
Районный бюджет Выгоничского района на 2010 год составляет около 150 млн руб.

## Образование и наука
В селе Кокино Выгоничского района расположена Брянская государственная сельскохозяйственная академия.

## Достопримечательности
Остатки древних селищ и городищ вдоль рек Десна и Ревна.
Село Лопушь Выгоничского района — родина поэта Н. М. Грибачёва.